# Rhacocarpus rehmannianus
Rhacocarpus rehmannianus är en bladmossart som beskrevs av Roelof J.van der Wijk och Margadant 1960. Rhacocarpus rehmannianus ingår i släktet Rhacocarpus och familjen Hedwigiaceae. Inga underarter finns listade i Catalogue of Life.